# Crassicauda carbonelli
Crassicauda carbonelli is een rondwormensoort uit de familie van de Tetrameridae. De wetenschappelijke naam van de soort is voor het eerst geldig gepubliceerd in 1992 door Raga & Balbuena.